# Depot von Velká Černoc
Das Depot von Velká Černoc (auch Hortfund von Velká Černoc) ist ein Depotfund der frühbronzezeitlichen Aunjetitzer Kultur aus Velká Černoc, einem Ortsteil von Měcholupy u Žatce im Ústecký kraj, Tschechien. Es datiert in die Zeit zwischen 2000 und 1800 v. Chr. Das Depot befindet sich heute im Regionalmuseum in Teplice.

## Fundgeschichte
Das Depot wurde erstmals 1907 erwähnt. Es wurde bei Regulierungsarbeiten in einem Hopfengarten entdeckt. Das Datum des Funds und die genaue Fundstelle sind unbekannt. Aus Velká Černoc stammt außerdem ein Einzelfund eines Ösenhalsrings der Aunjetitzer Kultur.

## Zusammensetzung
Das Depot besteht aus zwei bronzenen Dolchklingen. Die längere hat einen bogenförmigen Nacken und keine Nietlöcher. Die kürzere hat fünf Nietlöcher. Da sich die Patina der beiden Stücke unterscheidet, ist unklar, ob sie tatsächlich zusammen gefunden wurden.